# Ambassade van Suriname in Ghana
De ambassade van Suriname in Ghana staat in het Airport Residential in Accra.
De diplomatieke betrekkingen tussen beide landen werden medio jaren 2010 verstevigd en met een bezoek van de Ghanese Ashanti-koning Otumfuo Nana Osei Tutu II aan Suriname in november 2018 bezegeld. Tussen Suriname en Ghana zijn er historische banden, omdat veel voorouders in Ghana tot slaaf gemaakt werden. Doordat de marrons zich in Suriname aan de slavernij wisten te onttrekken, hebben ze veel van de Ghanese tradities, rituelen en gewoonten van generatie op generatie bewaard.
De ambassade werd in augustus 2019 in gebruik genomen door Natasha Halfhuid als eerste ambassadeur.

## Ambassadeurs
- 2019-2022: Natasha Halfhuid
- 22 maart 2022 - heden: Fidelia Graand-Galon[5][6]